# ベストマン -シャイな花婿と壮大なる悪夢の2週間-
『ベストマン -シャイな花婿と壮大なる悪夢の2週間-』（ベストマン シャイなはなむことそうだいなるあくむのにしゅうかん、The Wedding Ringer）は2015年のアメリカ合衆国のコメディ映画。監督はジェレミー・ガレリック、出演はケヴィン・ハートとジョシュ・ギャッドなど。
友だちのいない花婿が、結婚式の花婿付添人「ベストマン」を花婿付添人斡旋会社の社長に頼んだことから巻き起こる騒動を描いている。
日本では劇場未公開だが、2015年11月4日にDVDが発売された。

## ストーリー
見た目も性格もさえない弁護士のダグは、いわゆる非モテ男子だったが、グレッチェンというブロンド美女をゲットし、ついに婚約までこぎ着ける。いざ結婚式の準備を始めたが、友達のいない地味なダグは友人席に招くグルームズマンはおろか、友人代表としてパーティをしきってくれる“ベストマン”のあてさえない。自分に友人がいないことをグレッチェンに悟られまいと焦るダグは、花婿の付き添い人を提供している「ザ・ベストマン株式会社」のオーナー兼社長のジミーに依頼するが、事態は壮大なる悪夢へと転じていく。

## キャスト
カッコ内は日本語吹替
- ダグ・ハリス: ジョシュ・ギャッド（関智一）
- ジミー・キャラハン/ビック・ミッチャム: ケヴィン・ハート（高木渉）
- レジー/ドライスデイル: アフィオン・クロケット（英語版）
- グレッチェン・パーマー: ケイリー・クオコ＝スウィーティング（浅野真澄）
- ラーチ/ガーヴェイ: ホルヘ・ガルシア（上田燿司）
- ブロンスタイン/ディッカーソン: ダン・ギル（諏訪部順一）
- オーティス/アルゼイド: コーリー・ホルコム（英語版）（間宮康弘）
- エド・パーマー: ケン・ハワード（上田燿司）
- フィッツギボンズ/プランケット: コリン・ケイン（英語版）（小西克幸）
- パーマー家のお婆ちゃん: クロリス・リーチマン
- ドリス・ジェンキンス: ジェニファー・ルイス（愛河里花子）
- キップ/カルー: アラン・リッチソン（濱野大輝）
- ロイス・パーマー: ミミ・ロジャース
- バッド・ベストマン: ジョシュ・ペック
- エンドウ/ランビス: アーロン・タカハシ（飛田展男）
- アリソン・パーマー: オリヴィア・サールビー
- パム: ジャスティン・エザリック - ステュアートの妻。

### 日本語版制作スタッフ
- 演出：岩浪美和
- 翻訳：税田春介
- 調整：菊池悟史
- 録音スタジオ：ACスタジオ
- 制作：成田まなみ
- 日本語版制作：ACクリエイト株式会社

## 作品の評価
Rotten Tomatoesによれば、批評家の一致した見解は「ケヴィン・ハートとジョシュ・ギャッドは非常に相性の良い偉大なコメディアンの2人だが、『ベストマン -シャイな花婿と壮大なる悪夢の2週間-』ではその証拠がほとんど見られない。」であり、111件の評論のうち高評価は29%にあたる32件のみであり、平均点は10点満点中4.60点となっている。
Metacriticによれば、27件の評論のうち高評価は6件、賛否混在は8件、低評価は13件、平均点は100点満点中35点となっている。
第36回ゴールデンラズベリー賞で最低助演男優賞（ジョシュ・ギャッド）と最低助演女優賞（ケイリー・クオコ＝スウィーティング）にノミネートされ、最低助演女優賞を受賞している。